# هيلين ماري
هيلين ماري (بالإنجليزية: Helen Mary) هي لاعبة هوكي الحقل هندية، ولدت في 14 مارس 1977 في كيرلا في الهند.